# Chauncey Steele III
Chauncey Steele III (16 febbraio 1944) è un ex tennista statunitense.
Anche suo padre Chauncey è stato un tennista.

## Carriera
In carriera ha raggiunto una finale nel singolare al Nottingham John Player nel 1970. Nei tornei del Grande Slam ha ottenuto il suo miglior risultato raggiungendo i quarti di finale di doppio misto agli US Open nel 1968, in coppia con la connazionale Victoria Rogers.

## Statistiche

### Singolare

#### Finali perse (1)
| Numero | Anno           | Torneo                             | Superficie | Avversario in finale | Punteggio |
| 1.     | 14 giugno 1970 | Nottingham John Player, Nottingham | Erba       | Andrew Smith         | 3-6, 4-6  |